# Alsodes igneus
Alsodes igneus Cuevas and Formas, 2005 è una specie di anfibi anuri appartenente alla famiglia Alsodidae..